# 王仲方
王仲方（1921年1月—2017年1月14日），男，安徽芜湖人，中华人民共和国政治人物。

## 生平
1938年2月，加入中国共产党。1949年，任政治协商会议筹备会秘书处副处长。1951年，担任罗瑞卿政治秘书；1953年5月，兼任公安部办公厅副主任。1961年，任青海省省委秘书长、省政法工作领导小组组长、青海省委常委。文化大革命中遭受迫害。1975年9月，起任中国社会科学院党组成员、副秘书长，兼法学研究所所长。1979年2月，任中央宣传部办公厅主任、机关党委书记，国家对外文委副主任、党组成员。1985年8月，任中国法学会会长。2000年1月，离休。
2017年1月4日，因病医治无效在北京逝世，享年96岁。
此外他担任政协第七届、八届全国委员会委员，全国政协法制委员会副主任。